# Brunne
Brunne är ett samhälle vid länsväg Y718 i Stigsjö socken i Härnösands kommun. I samhället finns en skola för elever upp till årskurs 6.
Brunne utgör sedan 2015 en egen småort, efter att tidigare ha ingått i en gemensam småort med grannbyn Solberg.